# Flower (singel Gackta)
Flower – trzydziesty czwarty singel japońskiego artysty Gackta, wydany 1 lipca 2009 roku. Singel ten jest ostatnim z czterech singli wydanych na 10 Year Anniversary Countdown, która jest odliczaniem do 10. rocznicy Gackta jako artysty solowego. Został nazwany ANNIVERSARY DISC. Każdy z rocznicowych singli został wydany w tygodniowym odstępie. Limitowana edycja CD+DVD została wydana wyłącznie dla członków oficjalnego fanklubu Gackta. Singel osiągnął 7 pozycję w rankingu Oricon i pozostał na listach przebojów przez 5 tygodni. Sprzedano 19 475 egzemplarzy.

## Lista utworów
Wszystkie utwory zostały napisane i skomponowane przez Gackt C.
| Nr | Tytuł                      | Aranżacja           | Czas |
| -- | -------------------------- | ------------------- | ---- |
| 1. | "Flower"                   | Gackt.C, Chachamaru |      |
| 2. | "In Flames"                | Gackt.C, Chachamaru |      |
| 3. | "Flower" (Instrumental)    | Gackt.C, Chachamaru |      |
| 4. | "In Flames" (Instrumental) | Gackt.C, Chachamaru |      |